# Independência de Macau

A bandeira do Macau português

A bandeira da RAE de Macau, usada desde 1999

A Independência de Macau (chinês tradicional: 澳門獨立; em inglês: Macau Independence) é uma posição que defende a independência de Macau em relação à República Popular da China. Em 2016, o tema da independência de Macau foi levantado devido à controvérsia sobre a revisão da Lei Eleitoral da Assembleia Legislativa de Macau, indiretamente influenciada pela polêmica sobre os juramentos de posse no Conselho Legislativo de Hong Kong. Em 2017, diversos meios de comunicação sensacionalizaram a questão da independência de Macau; entre esses veículos estavam o Global Times (afiliado ao Comitê Central do Partido Comunista Chinês) e o Jornal San Wa Ou [zh]. Esses grupos foram criticados por várias partes. Críticos expressaram preocupações de que trazer à tona tais discussões pudesse transformar um tema inexistente e impopular em uma realidade, comparando-o à forma como a independência de Hong Kong passou a ser mais discutida após ser mencionada pelo ex-Chefe do Executivo de Hong Kong, Leung Chun-ying (que foi até ironizado como o "Pai da Independência de Hong Kong" por seu papel em dar destaque ao assunto). Um comentário da Radio France Internationale sugeriu que o tema da independência de Macau era uma narrativa fabricada pelas autoridades como uma forma de suprimir a oposição. Historicamente, Portugal tentou fazer com que a China reconhecesse a independência de Macau durante o período de enfraquecimento da China após as Guerras do Ópio, mas sucessivos governos chineses nunca abriram mão da soberania sobre Macau.

## Contexto

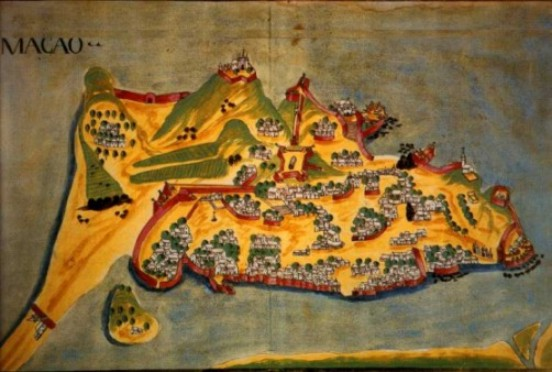
Um mapa antigo de Macau produzido em 1639

A colônia portuguesa de Macau foi estabelecida em 1557, inicialmente em troca de 500 taéis (aproximadamente 20 kg) de prata por ano. Em 1845, a Rainha Maria declarou que Macau se tornaria um porto franco, em resposta ao estabelecimento de Hong Kong como tal e ameaçando a atividade econômica de Macau. Nesta altura, o governo de Macau tornou-se também mais hostil aos escritórios Qing instalados na zona e iniciou uma campanha de remoção e expansão do território da colônia. Em 1889, o território de Macau foi expandido para aproximadamente o seu tamanho atual. Em 1887, o governo chinês foi forçado a assinar o Tratado Sino-Português de Pequim que, entre outras concessões, reconheceu um acordo permanente de Macau pelos portugueses em troca de Portugal concordar em não ceder o território a outra potência sem o consentimento da China.
Em 16 de dezembro de 1946, uma resolução das Nações Unidas declarou que Macau, Singapura e todas as outras colônias eram consideradas "Territórios Não Autônomos," o que significava que poderiam se separar de suas potências coloniais e tornar-se nações independentes. Em 14 de dezembro de 1960, a ONU aprovou a Resolução 1514 [en], que concedia aos territórios coloniais o direito à autodeterminação e independência. No final de setembro de 1964, organizações de esquerda de vários países, membros da União Internacional dos Estudantes [en], reuniram-se em Moscou, na União Soviética. Em 20 de setembro, os líderes de organizações juvenis soviéticas iniciaram discussões em grupo, durante as quais exigiram a independência de Hong Kong e Macau. Posteriormente, um representante do Ceilão (atual Sri Lanka) apresentou um projeto de resolução pedindo a abolição do colonialismo na Ásia, listando Hong Kong, Macau, Timor Leste, Papua Nova Guiné, Omã, Áden e Arábia do Sul como territórios a serem independentes de acordo com a declaração das Nações Unidas. Em resposta, os representantes chineses opuseram-se veementemente, afirmando que Hong Kong e Macau eram territórios chineses ocupados pela Grã-Bretanha e Portugal. A resolução que pedia a independência de Hong Kong e Macau foi vista como uma tentativa de separar esses territórios da China. Por fim, o projeto de resolução apresentado pelo representante do Ceilão foi aprovado. A delegação chinesa posteriormente emitiu uma declaração acusando o fórum de ser usado pela União Soviética como uma ferramenta "anti-China," em vez de um meio para unir o Terceiro Mundo contra o imperialismo.
Em 3 de dezembro de 1966, ocorreu o Motim 12-3, que desencadeou um confronto entre a polícia e a população e levou a protestos generalizados contra o governo colonial. Grupos locais de esquerda pró-Pequim, influenciados pela Revolução Cultural, introduziram métodos de luta inspirados na própria Revolução Cultural; por meio da luta "anticolonial e patriótica," buscavam tomar o poder do governo colonial. O incidente resultou em 8 mortes e mais de 200 feridos. Em 10 de dezembro, o Gabinete de Assuntos Exteriores do Comitê Popular de Guangdong, juntamente com organizações pró-comunistas em Macau, apresentou seis demandas ao Governador de Macau, José Manuel de Sousa e Faro Nobre de Carvalho, incluindo a exigência de que ele pedisse desculpas publicamente e assinasse uma confissão. A partir de 21 de dezembro, o governo foi forçado a enviar representantes diariamente a Gongbei [zh] para negociar o conteúdo da confissão com o Gabinete de Assuntos Exteriores de Guangdong. Em janeiro de 1967, o Comitê Popular de Guangdong fechou o portão da fronteira em Gongbei, bloqueando o fornecimento de alimentos e água da China continental para Macau, forçando o governo de Macau a ceder. Em 28 de janeiro, o governo luso-macaense emitiu um pedido de desculpas, assinando a "Resposta à Carta de Protesto dos Representantes da Comunidade Chinesa," e os funcionários envolvidos foram removidos de Macau. Após o incidente, a autoridade do governo luso-macaense declinou rapidamente, e ele perdeu sua disposição de governar, com todas as decisões políticas alinhando-se às intenções das autoridades do continente e do Partido Comunista Chinês. Por exemplo, cooperou com os esforços para eliminar a influência do Kuomintang (KMT) em Macau (antes do incidente, havia um equilíbrio de poder entre as forças do KMT e do PCC). O líder comunista pró-Pequim, He Xian, tornou-se o "governador sombra" de fato de Macau, e alguns zombaram dizendo que Macau havia se tornado uma "zona semiliberada." A partir de então, as forças de esquerda passaram a controlar a sociedade de Macau.
Em 8 de março de 1972, a República Popular da China, que havia recentemente substituído a República da China e assumido o assento de "China" nas Nações Unidas, reafirmou sua soberania sobre Hong Kong e Macau. Declarou que Macau "não pertence à categoria usual de colônias" e, por meio de uma resolução, solicitou que "não fosse incluído na lista de territórios aos quais a declaração colonial se aplica." Em 2 de novembro do mesmo ano, durante uma reunião, a Resolução 2908, intitulada "Implementação da Declaração sobre a Concessão de Independência aos Países e Povos Coloniais," foi finalmente aprovada com 99 votos a favor de conceder aos territórios coloniais o direito à autodeterminação. Cinco países - Reino Unido, França, Portugal, África do Sul e Estados Unidos - votaram contra, enquanto 23 países se abstiveram. Sob pressão da República Popular da China, foi adotada uma emenda para excluir Macau e Hong Kong da "lista de territórios aos quais a Declaração se aplica," confirmando que o direito à autodeterminação e independência previsto na declaração não se aplicava a Macau (embora, devido à falta de autoridade da ONU para intervir nas reivindicações territoriais dos estados-membros, a resolução não abordasse diretamente a soberania de Hong Kong ou se este era considerado uma colônia). A partir de então, Macau perdeu seu direito à autodeterminação.
Em 1975, os portugueses ofereceram o regresso de Macau à China. No entanto, como a Revolução Cultural ainda estava causando estragos no continente, o PCC se recusou a retomar a colônia. Em 13 de abril de 1987, os governos de Portugal e da China assinaram a Declaração Conjunta sobre a Questão de Macau que estabelece os termos da transferência de Macau para a RPC. A data para a transferência foi fixada em 20 de dezembro de 1999.

### Ideologia
O ex-professor associado do Departamento de Governo e Administração Pública da Universidade de Macau, Chou Kwok Ping [zh], comparou as posições políticas de grupos sociais em Macau e Hong Kong. Ele observou que as forças pró-Pequim em Hong Kong foram esmagadas pelo governo colonial britânico durante os distúrbios de 1967 [zh]. O público em Hong Kong desprezava as forças de esquerda por perturbar a estabilidade e a prosperidade da cidade, e as autoridades britânicas restringiram seus desafios à autonomia de Hong Kong. Por outro lado, em Macau, as forças de esquerda forçaram o governo colonial português a ceder durante o "Motim 12-3" em 1966. Isso permitiu que os esquerdistas se enraizassem em vários estratos sociais, levando a uma sociedade amplamente pró-China em Macau hoje, com um senso mais forte de identificação com a China continental. Como resultado, fomentar uma identidade local distinta em Macau tem sido desafiador. Atualmente, o povo de Macau apresenta um forte senso de alinhamento cultural e governamental com a China, e, do ponto de vista do governo chinês, Macau é considerado um exemplo mais bem-sucedido da estrutura de "um país, dois sistemas" em comparação com Hong Kong.
Apesar de ambos serem governos coloniais, as respostas do governo português ao Motim 12-3 e do governo britânico aos distúrbios de 1967 foram marcadamente diferentes. Os portugueses optaram por "pedir desculpas e admitir culpa", enquanto as autoridades britânicas adotaram uma abordagem de "não ceder", mantendo a ordem até que o governo chinês obrigasse as forças esquerdistas de Hong Kong a cessar suas atividades. Essas estratégias distintas levaram a trajetórias de desenvolvimento contrastantes nas duas regiões ao longo dos 20 anos subsequentes. Após o governo português perder a vontade de governar, Macau passou por um período de estagnação na política, economia, sociedade e cultura. Em contraste, a administração britânica em Hong Kong demonstrou uma governança forte e um alto apoio público após reprimir os distúrbios esquerdistas. Após uma análise das causas profundas dos distúrbios de 1967, os britânicos implementaram extensas reformas nos domínios político, econômico e social, impulsionando Hong Kong em sua "era dourada" durante as décadas de 1970 e 1980, tornando-se um dos "Tigres Asiáticos". Em comparação, a estagnação e o declínio de Macau tornaram-se cada vez mais evidentes, levando seus residentes, diferentemente de alguns em Hong Kong que se opunham à reunificação, a ver na reunificação uma solução para a inação da administração portuguesa.
Em termos de sociedade civil, Macau está atrás de sua vizinha Hong Kong. Hong Kong possui uma sociedade civil robusta, com organizações não governamentais que apoiam a liberdade de imprensa, defendem interesses públicos e lutam pela democracia, além de universidades engajadas em movimentos políticos e democráticos. Desde 2014, estudantes em Hong Kong têm discutido ativamente a possibilidade de independência, sendo que a maioria dos movimentos pró-independência se originam das universidades de Hong Kong. O crescente sentimento anti-Pequim na sociedade também fez com que menos pessoas em Hong Kong se identificassem como "chinesas". Em Macau, a sociedade civil é menos desenvolvida, e as organizações que representam interesses públicos têm uma influência mais fraca. As universidades em Macau também são menos propensas a se engajar em discussões políticas.
A construção de identidade e afiliação nacional em Macau difere significativamente da de Hong Kong. Em dezembro de 2015, uma pesquisa realizada pela Universidade de Hong Kong entrevistou 510 residentes de Macau por telefone. Os resultados mostraram que a identificação como "chineses" entre os residentes de Macau aumentou 2 pontos em relação a 2014, igualando-se à identificação como "Povo de Macau [en]," ambas com uma pontuação de 7,9 em 10. A pesquisa também revelou que os residentes de Macau estão mais preocupados com questões de subsistência, seguidas por preocupações econômicas e políticas, com poucas mudanças estruturais ao longo dos anos. Um artigo da The Economist em 2017, após os extensos danos causados pelo Tufão Hato em Macau, destacou uma diferença fundamental entre Hong Kong e Macau. Enquanto os residentes de Macau aplaudiram calorosamente o Exército de Libertação Popular (ELP) por ajudar nos esforços de socorro pós-tufão, esforços humanitários semelhantes do ELP em Hong Kong frequentemente enfrentam ceticismo.

### Situação atual
Um artigo de opinião no site de notícias sueco The Perspective argumenta que, embora Macau e Hong Kong enfrentem problemas semelhantes – como o influxo de novos imigrantes, a disparada dos preços dos imóveis, a falta de democracia, a "mainlandização" da cultura local e as repetidas intervenções do governo de Pequim – Macau não desenvolveu o mesmo sentimento de independência que Hong Kong. Uma razão para isso é que Macau, conhecida como a "capital mundial do jogo" e uma das regiões mais ricas globalmente, depende fortemente de suas indústrias de jogos e turismo, que representam mais da metade de seu PIB. A economia de Macau é amplamente dependente dos visitantes da China Continental, tornando o custo de perder essa fonte de receita muito alto para seus residentes. Em contraste, Hong Kong possui uma base econômica sólida que lhe permite sobreviver mesmo sem turistas da China Continental, dando-lhe mais poder de negociação para confrontar o governo de Pequim.

## Eventos

### Controvérsia legislativa de 2016
Em 2016, após a quinta interpretação da Lei Básica da Região Administrativa Especial de Hong Kong pelo Comissão Permanente do Congresso Nacional do Povo da República Popular da China [zh], relacionada à controvérsia sobre os juramentos do Conselho Legislativo de Hong Kong [zh], o governo de Macau apresentou uma proposta à Assembleia Legislativa para emendar a lei eleitoral. A emenda exigia que os candidatos declarassem apoio à Lei Básica e lealdade à Região Administrativa Especial de Macau. Também estipulava que os candidatos não poderiam ocupar cargos como legisladores em outros países. A Secretária para a Administração e Justiça, Sónia Chan Hoi Fan [zh], afirmou que as novas disposições foram introduzidas como medida de precaução, fazendo referência à interpretação do Artigo 104 da Lei Básica de Hong Kong pelo Congresso Nacional do Povo. Ela explicou que a inclusão de um formulário de declaração tinha como objetivo "prevenir problemas desde o início." Chan também mencionou que a Comissão de Assuntos Eleitorais avaliaria declarações ou ações anteriores dos candidatos para determinar se eles seriam considerados "não apoiadores ou desleais." No entanto, como a emenda não teria efeito retroativo, candidatos que assinassem a declaração e demonstrassem disposição para renunciar a quaisquer comentários anteriores "desleais ou não apoiadores" não teriam sua elegibilidade como legisladores afetada. Por outro lado, candidatos que se recusassem a assinar a declaração ou fossem comprovadamente desleais ou não apoiadores seriam desqualificados da candidatura.
Um artigo de opinião no Jornal Informação [zh] descreveu a sociedade de Macau como harmoniosa e dócil, comparando-a a um "cordeirinho," e criticou as ações do governo como "procurar problemas" e "desnecessárias," questionando se o governo pretendia eliminar todas as vozes de oposição na sociedade. O artigo argumentou que a abordagem do governo apenas aumentaria a insatisfação pública e especulou que o governo poderia estar usando Hong Kong como modelo, encontrando um bode expiatório para suas próprias falhas de governança. O comentário afirmou ainda que Macau nunca teve uma ideologia de "independência de Macau," pois não existe nem mercado nem terreno fértil para isso. Criticou aqueles que constantemente afirmam estar atentos à "independência de Macau," argumentando que eles provocam discussões sobre o tema incessantemente. Juntamente com a insatisfação local em relação à incompetência e corrupção do governo, esses problemas regionais poderiam se espalhar e gerar ressentimento contra o governo de Pequim. O artigo também criticou o governo de Macau por introduzir rapidamente novas emendas legais menos de um mês após a interpretação do CNP de Hong Kong, enquanto o tratamento de questões relacionadas ao bem-estar da população era lento e ineficiente.
O então vice-presidente da Associação Novo Macau, Sulu Sou Ka Hou [zh], criticou o governo por "imitar mal" e também acusou Chan Hoi Fan de tentar se tornar a "mãe da independência de Macau." Ele apontou que o Artigo 101 da Lei Básica já estabelece claramente os requisitos para que os legisladores jurem defender, apoiar e ser leais à lei, afirmando que realizar mais emendas à lei era um ato de "ultrapassar os limites da Lei Básica." Ele criticou as propostas de emendas legais, argumentando que a alegação de "estar preparado com antecedência" era meramente "uma tentativa de encobrir a culpa."

### Controvérsia da Independência de Macau em 2017
Durante as eleições para a Assembleia Legislativa de Macau em setembro de 2017, o Global Times [en], uma subsidiária do jornal oficial do Partido Comunista Chinês, Diário do Povo, publicou um artigo em 13 de setembro intitulado "Conspirando para Introduzir Protestos Radicais! Os 'Defensores da Independência de Macau' Tentam Entrar na Assembleia Legislativa." O artigo citou relatórios do veículo pró-establishment Jornal San Wa Ou [zh], criticando especificamente o candidato da Assembleia Legislativa e membro do grupo pró-democracia Associação Novo Macau, Sulu Sou Ka Hou [zh], como um "símbolo do campo pan-democrático, tentando trazer táticas de protesto no estilo de Hong Kong para a sociedade e Assembleia Legislativa de Macau." O relatório também afirmou que outro membro da associação, Wong Kin-long, havia declarado publicamente nas redes sociais que "participar das eleições para a Assembleia Legislativa de Macau permite defender a independência de Hong Kong, pois a Lei Básica de Hong Kong não pode ser aplicada em Macau."
Em 9 de setembro, durante um comício na Rotunda de Carlos da Maia [zh], realizado por Sulu Sou e outros membros da Associação Novo Macau, que se apresentavam sob o nome de "Associação Progressista", eles foram confrontados por mais de dez indivíduos que se identificaram como membros da "Associação de Coleccionadores de Macau". Os manifestantes carregavam faixas e entoavam slogans como "Opor-se à entrada de grupos pró-independência na Assembleia Legislativa". As faixas exibiam mensagens como "Wong Kin-long, pare de espalhar a independência para prejudicar os jovens", "Diante do desastre, a pátria é nosso apoio" e "Grupos pró-independência são desumanos." O presidente da associação, Ng Lei Fan, afirmou que eles notaram a presença de jovens "pró-independência" na lista de candidatos da Associação Novo Macau e ouviram alegações de que as táticas eleitorais "pró-independência" de Hong Kong estavam sendo importadas para Macau. Ng expressou firme oposição à ideologia pró-independência entrando em Macau e enfatizou sua determinação em não permitir que tais ideias prejudicassem os jovens.
Membros da equipe de campanha da Associação Progressista pediram a um dos manifestantes que apresentasse provas de que Wong havia promovido a "independência de Macau". O manifestante abriu seu telefone para procurar, mas não conseguiu encontrar nada. Outro manifestante então disse: "Não responda a nenhuma das perguntas deles!" Enquanto isso, vários manifestantes gritavam repetidamente: "Grupos pró-independência são simplesmente desumanos!" Mais tarde, quando abordado por jornalistas, um dos manifestantes afirmou que fazia parte do "grupo anti-independência" e expressou preocupação de que a facção pró-independência de Hong Kong pudesse transferir suas "táticas" para a Assembleia Legislativa de Macau. Um jornalista respondeu que atualmente não existe algo como "independência de Macau", ao que o homem respondeu: "Não pode ser permitido que exista." Quando o jornalista perguntou por que isso estava relacionado aos candidatos da New Macau Association, o homem afirmou que os candidatos estavam ligados aos grupos pró-independência de Hong Kong. Quando pressionado por provas, ele admitiu: "Não temos nada no momento... estamos apenas expressando nossas opiniões... no final das contas, somos contra isso."
Em 13 de setembro, membros da Associação Progressista realizaram um encontro em Areia Preta [zh], durante o qual foram interrompidos pelos principais candidatos de três outros grupos: Li Shaokun do Grupo 17, Wong Wai Man do Grupo 22 e Lee Kin Yun [zh] do Grupo 23. Esses indivíduos insultaram os membros da Associação Progressista, usando termos como "traidores", e tentaram obstruir os discursos de campanha e as atividades promocionais dos candidatos da Associação Progressista.
Os indivíduos envolvidos e os relatórios que introduziram o tema da "independência de Macau" enfrentaram críticas e refutações por parte dos membros da Associação Progressista, acadêmicos, especialistas e alguns meios de comunicação após a publicação. Sulu Sou e Wong Kin Long esclareceram as acusações, afirmando que rotular membros da oposição como defensores da independência ou como sendo influenciados por forças estrangeiras é uma tática política comum usada pelas autoridades de Pequim. Sou argumentou que certos grupos que acusam falsamente os candidatos da Associação Progressista de "defender a independência" estão, de certa forma, reconhecendo os esforços passados da associação em monitorar o governo. Em resposta a uma consulta do Stand News, Wong Kin Long explicou que as declarações citadas pelo Global Times eram apenas discussões técnicas legais destinadas a apontar lacunas no sistema jurídico de Macau e não representavam seu apoio pessoal à independência de Hong Kong. Ele enfatizou que nunca defendeu a independência de Macau ou Hong Kong, criticando o Global Times por distorcer os fatos. Wong ainda afirmou: "Em Macau, a independência de Macau simplesmente não existe."
Após ser eleito, Sou afirmou em um programa da Rádio Macau que o "patriotismo" foi distorcido em meras "expressões de lealdade", reduzido a um slogan. Ele questionou se algumas pessoas estão usando o "patriotismo" para obter mais benefícios pessoais. Um ouvinte comentou, apontando que nenhum grupo de candidatos havia incluído "independência de Macau" em suas plataformas, mas alguns indivíduos se escondiam atrás da internet, fazendo acusações infundadas e fabricadas de que certos grupos estavam "promovendo a independência de Macau." O ouvinte criticou esses "arruaceiros que perturbam a sociedade" como os verdadeiros "pais da independência de Macau." Eles acrescentaram que, em vez de discutir "independência de Macau", seria melhor focar em "amar o país e amar Macau." O ouvinte também criticou muitos legisladores por falarem apenas sobre "amar o país e Macau" sem tomar nenhuma ação real. 

### Evento do Consulado Chinês de São Francisco em 2021[32]
Em 15 de janeiro de 2021, diversos grupos da área da baía na Califórnia se reuniram em frente ao Consulado-Geral da China em São Francisco para realizar um evento memorial em homenagem a Leung Ling-kit [zh], um participante falecido no movimento antiextradição de Hong Kong. Os participantes incluíam organizações pró-independência de Hong Kong e vários apoiadores da independência de Macau, alguns dos quais seguravam cartazes com a inscrição "Independência de Macau" tanto em chinês quanto em inglês. Um participante afirmou que havia organizado eventos em Macau em 2019 para demonstrar solidariedade com o movimento antiextradição de Hong Kong, incluindo protestos de roupas pretas no campus. No entanto, essas atividades foram recebidas com intimidação por parte da polícia. O participante comentou: "O Partido Comunista Chinês nunca parou de reprimir Macau enquanto reprimir Hong Kong, por isso os residentes de Macau devem se posicionar em apoio aos hongkongueses."

## Comentários de várias partes
Tam Chi Keung [zh], professor na Universidade de Ciência e Tecnologia de Macau e especialista em questões relacionadas a Macau, afirmou que, nos anos que antecederam as eleições para a Assembleia Legislativa de 2017, ele nunca tinha ouvido falar de "independência de Macau" ou de "defensores da independência". Ele descreveu as acusações feitas em artigos relacionados como "completamente infundadas", sugerindo que pareciam ser uma tentativa da mídia pró-Pequim de difamar opositores durante as eleições. Eilo Wing-Yat Yu [zh], professor associado do Departamento de Governo e Administração Pública da Universidade de Macau, expressou preocupação de que trazer à tona discussões sobre "defensores da independência" pudesse transformar um problema inexistente em algo real. Ele comparou a situação à de Hong Kong há uma década, quando ninguém discutia a independência de Hong Kong até o então Chefe do Executivo, Leung Chun-ying, alertar sobre o tema, o que inadvertidamente levou mais pessoas a discutirem o assunto e lhe rendeu o apelido de "Pai da Independência de Hong Kong". Yu destacou ainda que a atmosfera política em Macau é diferente da de Hong Kong. A maioria dos residentes de Macau não apoia abordagens radicais, e sentimentos como "anti-China" ou "anti-Comunista" têm pouca adesão em Macau. Ele comentou: "Quando o Global Times levantou a questão da 'independência de Macau', todos sabiam que problemas estavam a caminho, porque isso nem era uma questão real desde o início. Mas, uma vez que você dá um nome, isso se torna um problema."
O meio de comunicação de Macau Jornal Informação (Són Pou) [zh] publicou um comentário criticando as eleições para a Assembleia Legislativa de 2017 em Macau, afirmando que, além de "declarações difamatórias esmagadoras" online, alguns grupos ou candidatos violaram abertamente a lei ao interromper as atividades de campanha de determinados grupos. Esses grupos foram difamados e rotulados com termos como "independência de Macau" e "traidor da nação", o que o artigo questionou como sendo parte de um esforço organizado de supressão. O comentário argumentou que "patriotismo e amor por Macau" sempre foram uma "tradição de longa data" entre os habitantes de Macau, e que não há terreno fértil para a "independência de Macau". Afirmou que discutir "independência de Macau" em Macau é um "veneno eleitoral" e equivale a um "suicídio político". O artigo sugeriu ainda que aqueles que promovem a falsa narrativa de "independência de Macau" o fazem porque o "anti-independência de Macau" inevitavelmente se tornará uma via lucrativa no futuro. Criticou esse comportamento, afirmando que quem hoje promove agressivamente o "anti-independência de Macau" acabará por se tornar o "pai da independência de Macau".
O membro pró-democracia [zh] da Assembleia Legislativa de Macau, Au Kam San [zh], sugeriu que o Global Times pode ter deliberadamente exagerado ao rotular candidatos da oposição como defensores da "independência de Macau". Ele destacou que a grande maioria da população de Macau é composta por novos imigrantes da China Continental ou por imigrantes de segunda geração, sendo apenas cerca de um terço residentes nativos de Macau. Além disso, desde a década de 1960, a sociedade civil de Macau tem sido dominada por associações pró-Pequim e, após a reforma e abertura da China, toda a sociedade tornou-se estreitamente alinhada com o governo de Pequim. Como resultado, a noção de "independência de Macau" não tem mercado ou apoio.
A Radio France Internationale comentou que a questão da "independência de Macau" é uma narrativa farsesca fabricada pelas autoridades para reprimir a oposição.
O comentarista Lee Kwok-keung acredita que certos grupos com interesses estabelecidos exageram a influência da "independência de Macau" para criar um inimigo fictício, com o objetivo de ganhar favor e recompensas do governo chinês. Ele comparou esses indivíduos aos generais do final da Dinastia Ming, que fabricavam inimigos e inflavam pequenos confrontos em grandes vitórias para relatar falsamente conquistas militares, garantindo assim elogios imperiais e fundos militares por meio de engano. Lee argumentou ainda que a maior ameaça ao regime não são as figuras da oposição acusadas de defender a independência, que "não têm mais do que uma caneta e uma voz". Em vez disso, a ameaça está nos incorporadores imobiliários que, desde a transferência de soberania de Macau, acumularam riquezas por meio de especulação fundiária e acúmulo de terras sem escrúpulos.
O legislador nomeado pelo governo de Macau e professor de Direito da Universidade de Macau, Iau Teng Pio [zh], em seu artigo intitulado "Implementando de Forma Abrangente e Precisa o 'Um País, Dois Sistemas' como Garantia Fundamental para a Prosperidade e Estabilidade de Macau", argumentou que os esforços do governo de Macau para promover a educação patriótica entre os jovens têm aumentado sua compreensão sobre o desenvolvimento, a cultura e os valores da nação chinesa, bem como sobre o progresso histórico moderno da China e a relação de Macau com o país. Isso tem ajudado os estudantes a "compreender com precisão a nação e Macau", prevenindo retóricas pró-independência, fomentando o patriotismo e apoiando a implementação do modelo de "um país, dois sistemas" em Macau.
Por outro lado, o escritor freelance de Hong Kong, Hau Chun-on, argumentou que Macau, com uma história de 500 anos de independência do domínio continental - mais longa que a de Hong Kong - possui uma reivindicação ainda maior à independência. Hau sugeriu que a independência de Macau poderia seguir exemplos de "pequenos países se separando de grandes potências" ao redor do mundo e propôs que Macau pudesse se modelar após Mónaco, utilizando a indústria de jogos de azar como pilar econômico. Ele defendeu que um Macau independente poderia estabelecer uma "verdadeira democracia" e "planejar com antecedência" para lidar com potenciais questões de subsistência.
Em setembro de 2018, o Partido Nacional de Hong Kong [zh], um grupo que defendia a independência de Hong Kong, foi proibido de operar pelo governo de Hong Kong. Um repórter perguntou ao Secretaria para a Segurança de Macau, Wong Sio Chak [en], se o governo de Macau tomaria uma ação semelhante caso surgisse uma organização defendendo a independência de Macau. Wong afirmou que as leis de Macau regulam as associações para garantir que elas não violem disposições legais, não prejudiquem a segurança nacional nem comprometam a ordem pública e os costumes de Macau. Ele acrescentou que uma situação semelhante à de Hong Kong não ocorreu em Macau, tornando impossível prever como tal caso seria tratado. Cada caso é diferente, e quaisquer incidentes seriam analisados e avaliados à luz da Lei de Segurança Nacional [zh] e dos quadros legais relacionados. Wong também enfatizou: "A crítica ao governo e os crimes que colocam em risco a segurança nacional são questões distintas. Espero que as pessoas não as confundam."

## Lei
Defender a independência de Macau é considerado um ato ilegal pelas autoridades de Macau. A Lei relativa à defesa da segurança do Estado (Macau) [zh] estipula: "Por meios violentos ou outros métodos gravemente ilegais, tentar separar uma parte do território nacional da soberania nacional ou submetê-la à soberania estrangeira será punido com pena de prisão de 10 a 25 anos." Mesmo uma incitação meramente verbal pode ser punida de acordo com o Código Penal pelo crime de "incitação à alteração violenta de um regime estabelecido." 